# Trithrinax
Genre
Classification phylogénétique
Trithrinax est un genre de la famille des Arecacées (palmiers).
Son nom vient du grec tri qui signifie trois, et de thrinax qui signifie trident. Il a été nommé ainsi en 1837 par Carl Friedrich Philipp von Martius (1794-1868), un botaniste allemand.
Il fait partie de la sous-famille des Coryphoideae, une lignée de palmiers ayant peu évolué, de la tribu des Cryosophileae. Il partage sa lignée avec 11 autres genres.
C'est un genre qui comprend des palmiers à croissance lente.
Trithrinax brasiliensis est une espèce en voie de disparition. Il est classé comme une espèce menacée selon la Liste rouge de l'UICN.

## Habitat
Ce genre ne comprend que trois espèces qui habitent les régions subtropicales d’Amérique du Sud : Bolivie, Brésil, Paraguay, Uruguay et Argentine. Les espèces du genre Trithrinax affectionnent les endroits secs, ouverts ou de forêt claire et les hivers modérément froids. Trithrinax est ainsi un des genres de palmiers d’Amérique les plus résistants au froid et à la sécheresse.

## Classification
- Famille des Arecaceae
  - Sous-famille des Coryphoideae
    - Tribu des Cryosophileae [2]

Le genre partage cette tribu avec 10 autres genres qui sont :

Schippia, Sabinaria, Itaya, Chelyocarpus, Cryosophila, Thrinax, Leucothrinax, Hemithrinax, Zombia et Coccothrinax.

## Description

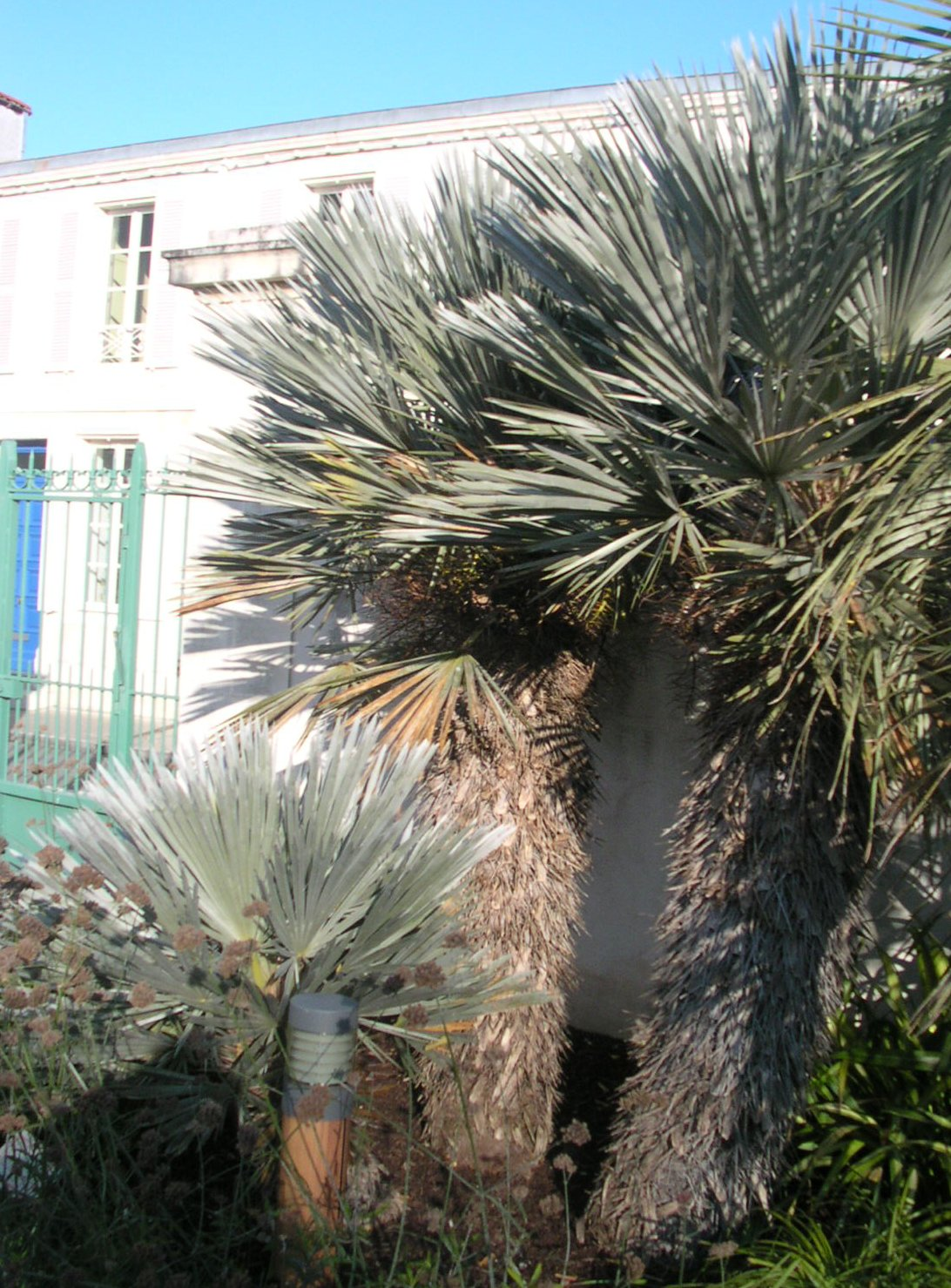
Trithrinax campestris

- Fleurs : trois sépales, trois pétales, six étamines et trois carpelles. Elles représentent la forme ancestrale de floraison des palmiers.
- Stipe : Le stipe conserve la base des feuilles, il est filamenteux et épineux.
- Feuilles : Ce sont des palmiers à feuilles palmées, très coriaces (les plus coriaces de tous!).

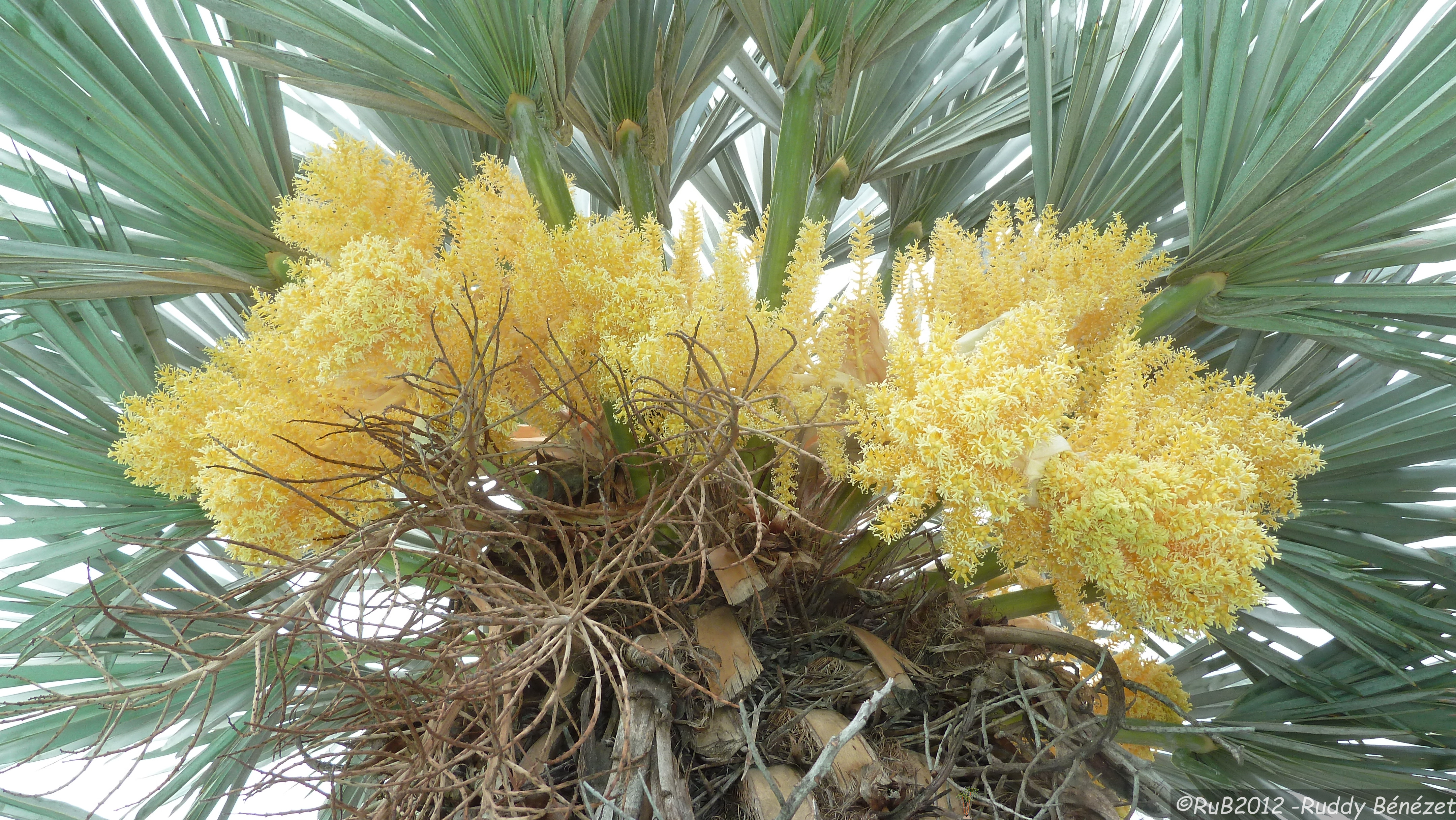
Floraison Trithrinax campestris du côté de Perpignan à l'automne

- Bois : Il est de couleur rouge.

## Utilisation
Les fibres sont utilisées pour faire des vêtements. Les fruits fournissent une huile et sont également utilisés dans la fabrication d'une boisson alcoolisée.

## Espèces
Le genre comprend trois espèces .
- Trithrinax brasiliensis Mart., Hist. Nat. Palm. 2: 150 (1837).
- Trithrinax campestris (Burmeist.) Drude & Griseb., Abh. Königl. Ges. Wiss. Göttingen 24: 283 (1879).
- Trithrinax schizophylla Drude ,  in C.F.P.von Martius & auct. suc. (eds.), Fl. Bras. 3(2): 551 (1882).

avec 2 variétés acceptées:
- Trithrinax schizophylla var. schizophylla
- Trithrinax schizophylla var. biflabellata (Barb.Rodr.) Án.Cano & F.W.Stauffer, in Phytotaxa 136: 42  (2013)